# فرنسيس بلاك
فرنسيس بلاك هو موظف مدني كندي، ولد في 17 يوليو 1870، وتوفي في 19 فبراير 1941.